# Oldřich (syn Soběslava I.)

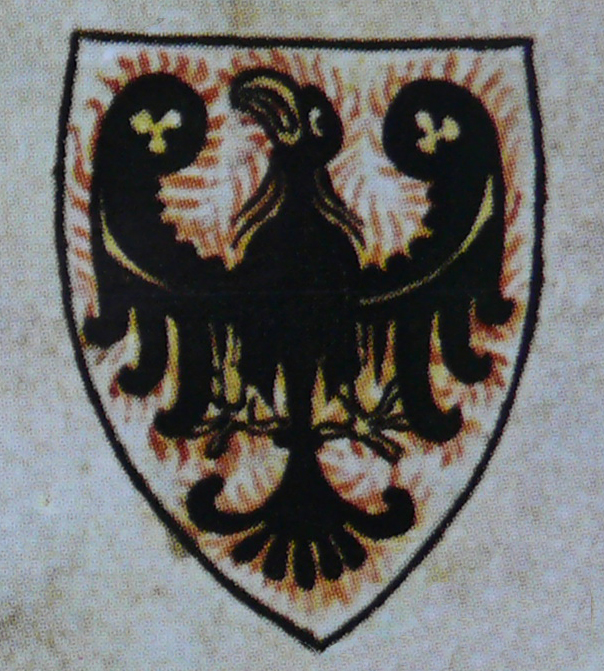
Plamenná přemyslovská orlice

Oldřich (1134 – po r. 1176) byl synem českého knížete Soběslava I. a Adléty, knížetem Olomoucka (1173–1176).

## Život
Po smrti otce musel Oldřich s dalšími sourozenci emigrovat ze země. Asi se uchýlil do Uher či Polska. Později pobýval v Říši, kde doufal získat podporu krále proti svému bratranci Vladislavovi II., což se mu nakonec částečně povedlo v roce 1152. Český kníže to ale včas rozpoznal a naoko mu nabídl smír, Oldřich mu uvěřil a vrátil se domů.
Zde Oldřich získal do správy Hradecko, ale brzy poznal, že skutečnou moc nezíská a možná přijde i o nově nabytý kraj. Proto již 1153 znovu prchl do Polska a pak (1157) do Říše, kde se snažil získat podporu, ale dlouho nebyl úspěšný. Císař Fridrich I. Barbarossa ho jen trpěl jako pojistku proti českému vládci.
Nová šance se naskytla až v roce 1173. Císař sesadil nového českého knížete Bedřicha a Čechy nabídl Oldřichovi. Ten však nabídku nepřijal s tím, že větší právo na vládu má jeho starší bratr Soběslav II., dosud v Čechách vězněný, a tak se i stalo. Soběslav II. bratrův čin ocenil udělením olomouckého údělu, největšího z moravských údělů. Postupně ale Oldřich začal nesouhlasit s bratrovou politikou. Oldřich byl na bratrův příkaz zatčen a brzy umírá ve vězení.